# Пильщик (кукла)
Пильщик — русская потешная деревянная механическая (самодействующая, полуавтоматическая) кукла в виде мужика со столярной пилой в руках. Имеет немецкое происхождение; в России известна с середины XIX века. В нижнюю часть пилы помещают груз и продевают через неё нитку, которая крепится к шее пильщика. Игрушка закрепляется на краю приподнятой поверхности, чаще всего на столе или лавке. Пила находится спереди игрушки и опущена вниз. После наклона головы или толчка куклы она начинает наклоняться и подниматься. В это время пила приходит в движение, раскачиваясь вслед за движением куклы. Пилу могла заменять и просто нитка с утяжелением. По словам Егора Покровского, исследователя детского физического воспитания и детских народных игр разных народов, пильщик представляет собой довольно остроумную игрушку, несколько напоминающую по своим движениям качание маятника: «Такое качание пильщика, без повторительного толчка и наоборот лишь в силу раз данного, продолжается иногда очень продолжительное время к великому удовольствию и на большую потеху деревенской публики». Среди других русских механических игрушек — солдат с саблей, плясуны, кузнецы, козюлька, меленки, насос, брызгалка, цыкалка и др.
Писатель Дмитрий Мамин-Сибиряк в рассказе «История одного пильщика» (сборник «Из далёкого прошлого: Воспоминания»; 1902) описывал игрушку следующим образом: «Пильщик вырезался довольно грубо из куска дерева, в руках он держал деревянную пилу и, поставленный на край большого стола в кухне, начинал мерно раскачиваться. Эта мужицкая игрушка производила самое сильное впечатление, потому что двигалась, а движение — синоним жизни. Как живое существо, деревянный пильщик подвергался всем последствиям своего возраста, пока не кончал полным разрушением, то есть терял пилу, руки, ноги и голову».